# Casa das Açafatas

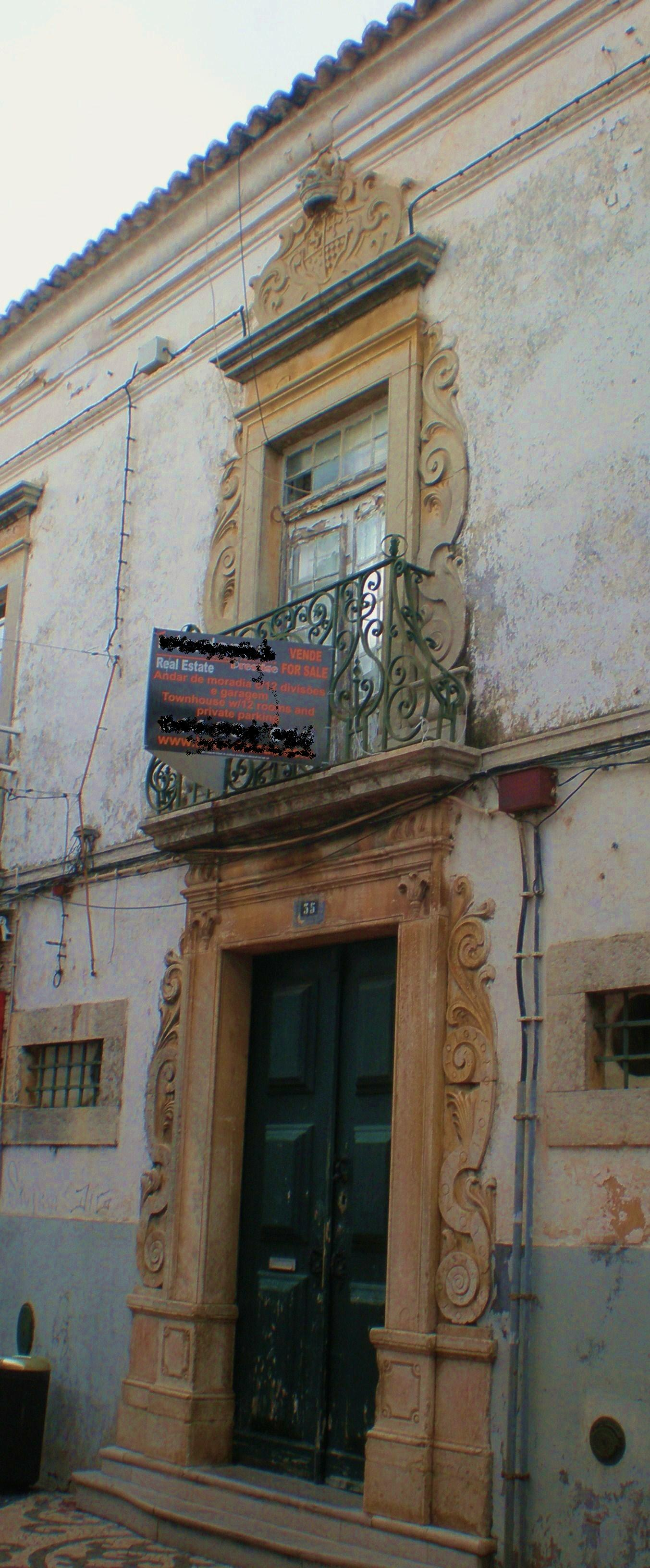
Porta e janela brasonada na Casa das Açafatas

A Casa das Açafatas é um edifício "notável" da cidade de Faro. Situado na Rua de Santo António, principal artéria comercial da cidade, foi habitado pela família do Coronel Francisco José Moreira de Carvalhal e Vasconcelos e de sua esposa, D. Rita Efigénia, "Açafata" (camareira) da Rainha D. Carlota Joaquina, esposa de D. João VI.
No exterior do edifício merece relevo o brasão da família assim como o enrolamento na decoração da porta e janela centrais. O jardim da casa era conhecido pelo "Jardim da Mouraria" (em remanescência do traço medieval desta parte da cidade).
Terá sido o primogénito do casal, Fernando Carvalhal e Vasconcelos, quem mandou construir o notável Palácio de Estoi.